# Остання справа Холмса
«Остання справа Холмса» (англ. The Adventure of the Final Problem) — детективна розповідь шотландського письменника Артура Конан-Дойла про пригоди Шерлока Холмса та його друга доктора Ватсона. Входить до збірки «Спогади Шерлока Холмса», виданої у 1893 році.
Також є одним із 12 найкращих творів А. Конан-Дойла про слідчого Холмса.

## Сюжет
1891 рік. Шерлок Холмс натрапляє на слід таємничої міжнародної організації, якою керує «Наполеон злочинного світу» — професор Моріарті. Детектив розуміє, що ця справа може стати його останнім розслідуванням.

## Історія написання розповіді та цікаві факти
Розповідь «Остання справа Холмса» повинна була стати завершальним твором у цілому циклі оповідань, де б діяв славетний детектив Шерлок Холмс. Артур Конан-Дойль був дуже вдячний Холмсові за те, що завдяки творам про нього він міг добре заробляти і здобув всесвітню славу. Але читачі пам'ятали його лише як «автора Холмса» і не визнавали його нових книг. Тому Конан-Дойль вирішує покінчити зі своїм героєм. Фінальним актом «Останньої справи» є двобій Холмса і Моріарті біля Рейхенбахського водоспаду. Автор закінчує розповідь тим, що Шерлок Холмс перемагає професора у чесній боротьбі, але гине разом зі своїм заклятим ворогом.
Незабаром, після видання цього твору, Конан-Дойль отримав велику купу гнівних листів, де читачі звинувачували його в убивстві Холмса і прохали «воскресити» героя. Ходили навіть чутки, що сама королева Вікторія вимагала від нього повернути детектива до життя. Тому Артур Конан-Дойль був змушений виконати прохання і в 1902 році вийшла найвідоміша повість про слідчого Шерлока Холмса — «Собака Баскервілів». А в оповіданні «Порожній будинок» Холмс пояснив Вотсону, а відтак і всім читачам, як саме йому вдалося вижити.
У розповіді «Остання справа Холмса» автор неодноразово згадує бойове мистецтво під назвою барітсу. Насправді такої системи для самозахисту не існує. Її прототипом була популярна у Вікторіанську епоху техніка бою — Бартітсу, вигадана Едвардом Бартоном-Райтом у 1890-х роках.

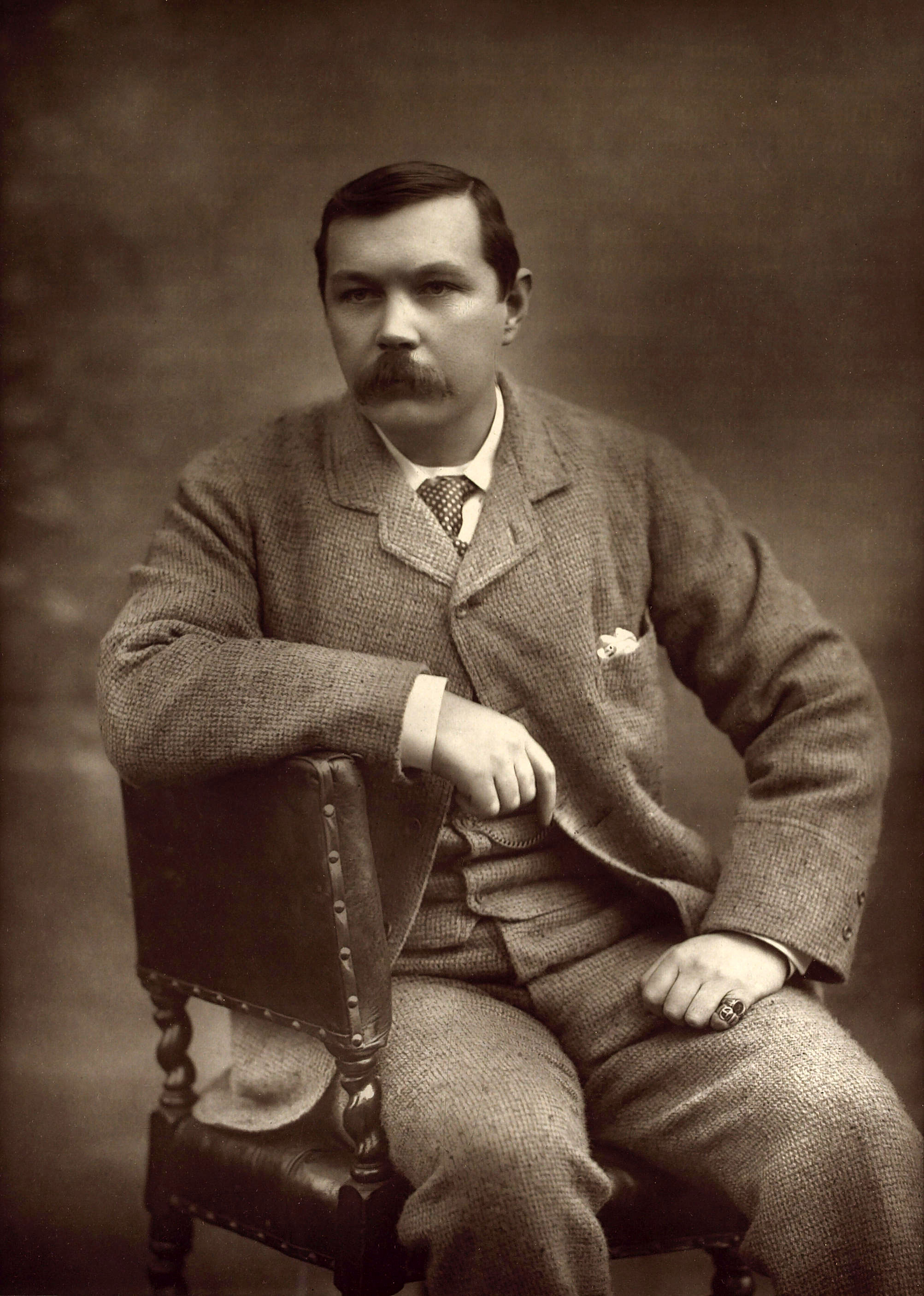
А. Конан-Дойль (1893)
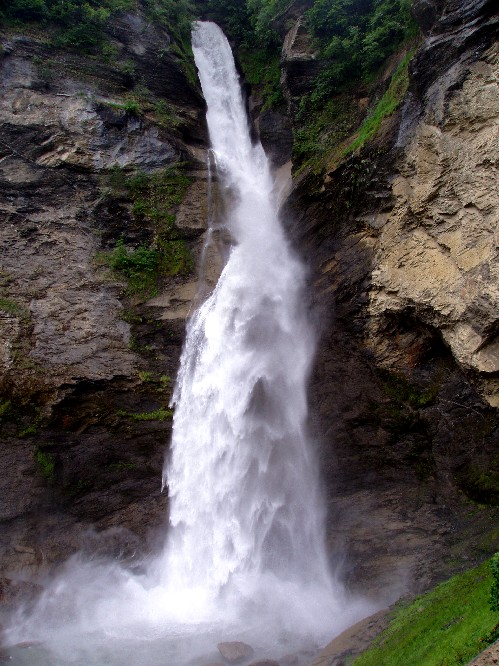
Знаменитий Рейхенбахський водоспад
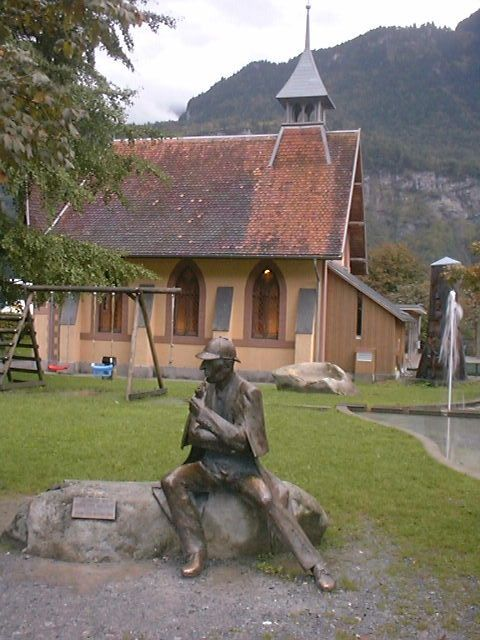
Пам'ятник Шерлоку Холмсу в Швейцарії (Мейрінген), де відбуваються події оповідання